# Kyodo
Kyodo (挙動, kyodō, comportamento) é termo que designa os passos dados na execução de um kata, contudo a acepção dada é de referir-se não somente ao número de passos em sentido estrito mas do conjunto de técnicas executadas em determinado momento.